# Valkning
Valkning er en gammel metode til fremstilling af tekstiler ud fra uld. Inden selve valkeprocessen væves ulden til store uldstoffer, som derefter fugtes og bearbejdes mekanisk indtil stoffet har en tæt og fast struktur. Den hærdning af stoffet, der sker under valkningen, er den samme som ved filtning.
Filtning af strikkede tekstiler fremstillet af uldgarn kaldes også nogle gange for valkning.

## Valkestok
En valkestok bruger man til at rulle vådt uldtøj, så det bliver til filt.
Tilbage i tiden blev en valkestok brugt til at slå Jakob den Yngre, Alfæus' søn, ihjel. Han blev forstander for den jødekristne menighed i Jerusalem efter Jesu død. Jakob den yngre blev dræbt af en valkestok, så han står med en valkestok som attribut på afbildninger af ham.

## Historie
Oprindeligt blev valkningen udført ved med håndkraft at bearbejde uldstofferne, eller ved at trampe på uldstofferne i store kar. Senere blev den såkaldte valkemølle opfundet, som kunne udføre arbejdet ved hjælp af kraft genereret fra vind eller vand. Den tidligste kendte henvisning til en valkemølle fra Normandiet er fra ca. 1086.
I Danmark bliver en valkemølle ved Tommerup Å i Skåne omtalt i 1161.